# Reading Rainbow
Reading Rainbow ist eine US-amerikanische Fernsehsendung für Kinder, in der Kinder- und Jugendliteratur vorgestellt und daraus vorgelesen wird. Kinder sollen so zum Lesen animiert werden. Das Konzept einer Leseserie für Kinder stammt von Twila Liggett, die die Serie in Zusammenarbeit mit Cecily Truett Lancit und Larry Lancit entwickelt hat. Zwischen 1983 und 2006 wurden 155 Episoden produziert und ab Juli 1983 bis August 2009 mit Wiederholungen auf dem öffentlich-rechtlichen Sender PBS ausgestrahlt. The New Yorker bezeichnete Reading Rainbow 2014 als „cult classic“.

## Konzept

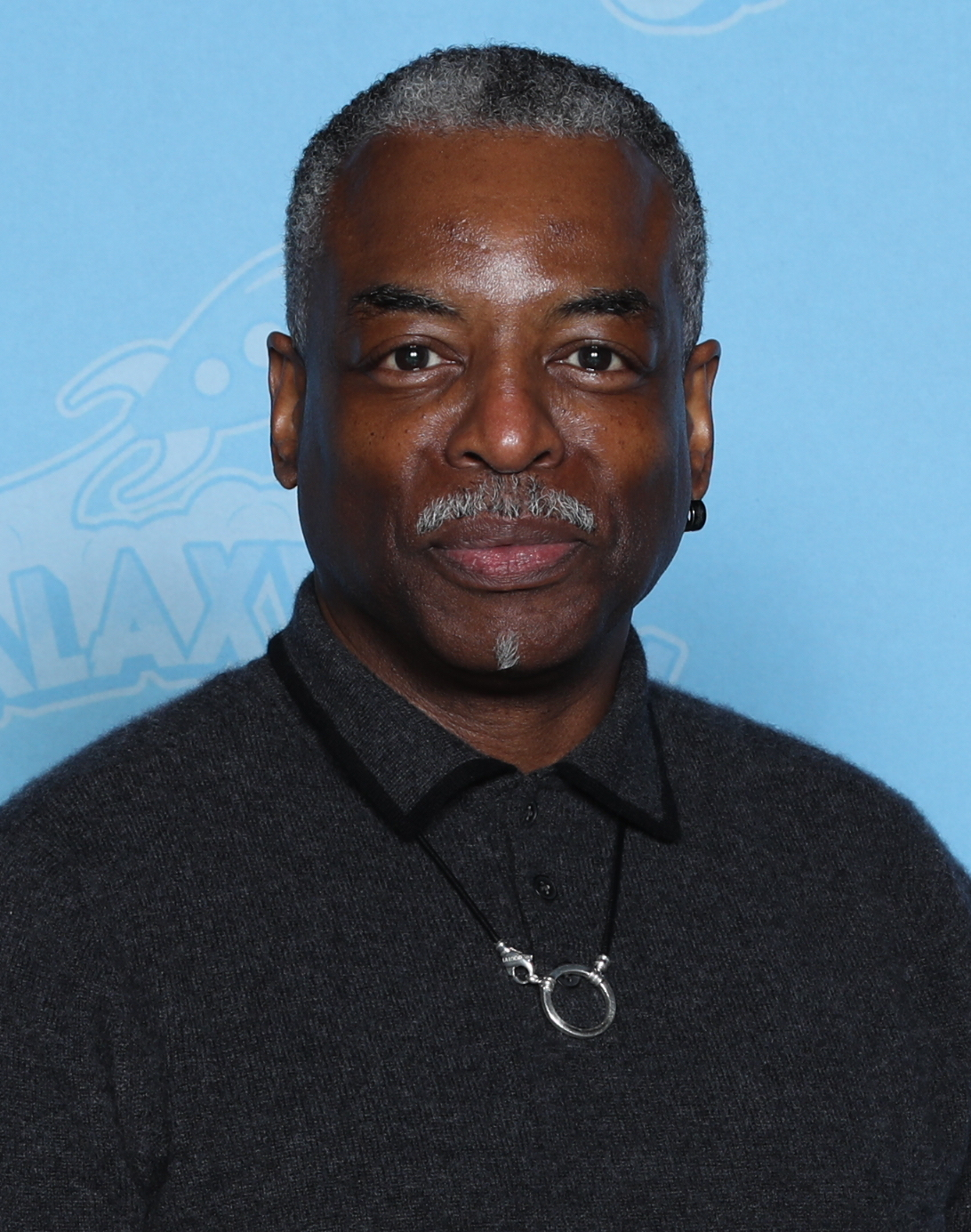
Moderator LeVar Burton (2020)

Durch die Sendung führt LeVar Burton. In jeder Episode wird durch einen prominenten Gaststar aus einem Kinderbuch vorgelesen; ausgehend von dem vorgetragenen Buch werden zum Thema passende Filmbeiträge gesendet, Interviews geführt und weitere Literaturempfehlungen gegeben. Am Ende fast jeder Folge verabschiedet sich Burton mit „I’ll see you next time.“.

## Hintergrund
Die Serie erhielt über 200 Preise, darunter einen Peabody Award und 26 Emmy Awards, 10 davon in der Kategorie „Herausragende Kinderserie“.
Ein ähnliches Konzept verfolgte im deutschen Fernsehen die bereits ab 1973 bis 1983 in 40 Folgen vom WDR produzierte Sendung Lemmi und die Schmöker.

## Vorspann und Musik
Der Titelsong der Sendung wurde von Steve Horelick, Dennis Neil Kleinman und Janet Weir geschrieben; Horelick fungierte auch als Musikdirektor und Komponist der Serie für alle 155 Folgen und erhielt 2007 eine Emmy-Nominierung für seine Arbeit an der Serie.
Ab dem 4. Januar 1999 begannen die Episoden mit einer neuen Eröffnungssequenz und zeigten CGI-Effekte mit einem neuen Arrangement des Originalsongs von Steve Horelick, vorgetragen von Johnny Kemp. Ab dem 3. Januar 2000 wurde das Intro erneut verändert und der Titelsong von R&B-Künstlerin Chaka Khan vorgetragen.

## Gaststars
Zu den bekanntesten Gaststars der Serie zählen (in der Reihenfolge des Auftretens):
Madeline Kahn, James Earl Jones, Michael Ansara, Bill Cosby, Ruby Dee, Lorne Greene, Raúl Juliá, Martin Short, Michael Winslow, Orson Bean, Peter Falk, Hector Elizondo, Keshia Knight Pulliam, Robert Morse, Brian Dennehy, Jason Robards, Eli Wallach, Robert Guillaume, Angela Bassett, Helen Mirren, Matthew Broderick, Carol Kane, Gregory Hines, Patrick Stewart, Michelle Trachtenberg, Jason Alexander, Jeff Bridges, Ed Harris, Alfre Woodard, Eliza Dushku, Richard Gere

## Fortsetzung als App
Nachdem 2006 die Produktion der Fernsehserie geendet hatte, erwarb LeVar Burton anteilig die Marke Reading Rainbow und wurde Mitgründer einer Produktionsfirma. Eine Mobile App erschien 2012. Durch eine Crowdfunding-Kampagne versuchte Burton 2014 die Serie über das Internet einem breiteren Publikum zugänglich zu machen. Die Kampagne erzielte über 5,1 Mio. US-Dollar von insgesamt etwa 102.000 Unterstützern, was bis dahin die höchste Zahl an unterstützenden Personen bedeutete. Infolge eines verlorenen Rechtsstreits um die Marke Reading Rainbow veröffentlicht Burton seit Juni 2017 seinen eigenen Podcast LeVar Burton Reads.

## Neuauflage
CBS kündigte Anfang März 2022 eine Neuauflage der Serie als interaktive Online-Show an. LeVar Burton ist an der Neuauflage nicht beteiligt.